# Cetina (Espagne)
Pour les articles homonymes, voir Cetina (homonymie).
Cetina est une commune d’Espagne, dans la province de Saragosse, communauté autonome d'Aragon comarque de Comunidad de Calatayud.